# Andy Biggs
Andrew Steven Biggs (Tucson; 7 de noviembre de 1958) es un abogado y político estadounidense que representa el 5.º distrito congresional de Arizona en la Cámara de Representantes de los Estados Unidos.
Republicano, fue miembro de la Cámara de Representantes de Arizona de 2003 a 2011 y miembro del Senado de Arizona de 2011 a 2017. Fue presidente del Senado de Arizona de 2013 a 2017. En 2016, fue elegido para el Congreso. En septiembre de 2019, se convirtió en presidente del Freedom Caucus, que incluye a los miembros más conservadores de la Conferencia Republicana de la Cámara.

## Biografía

### Primeros años
Nació el 7 de noviembre de 1958 en Tucson, Arizona.
Cuando era joven, Fue a una misión a Japón para la Iglesia de Jesucristo de los Santos de los Últimos Días y aprendió a hablar japonés con fluidez. Más tarde obtuvo su licenciatura en estudios asiáticos en la Universidad Brigham Young en 1982, su doctorado en leyes en la Universidad de Arizona en 1984 y su maestría en ciencias políticas en la Universidad Estatal de Arizona en 1999.
Trabajó como abogado para una firma con sede en Hobbs, Nuevo México, antes de mudarse a Phoenix, donde trabajó como fiscal. En 1993, ganó $ 10 millones en el sorteo de American Family Publishers. Apareció en un anuncio de televisión con Dick Clark y Ed McMahon para promover el sorteo.

### Cámara de Representantes de los Estados Unidos
Es miembro del Caucus Occidental del Congreso  y del Comité de Estudio Republicano. En septiembre de 2019, reemplazó a Mark Meadows como presidente del Freedom Caucus.
Votó a favor de la Ley de Empleos y Reducción de Impuestos de 2017. Después de la votación, dijo que el proyecto de ley "proporcionaría un alivio económico muy necesario" a los ciudadanos y empresas estadounidenses.
El 4 de marzo de 2020, Ken Buck y Biggs fueron los únicos dos representantes que votaron en contra de un paquete de ayuda de emergencia de 8300 millones de dólares destinado a ayudar a Estados Unidos a responder a la pandemia de COVID-19. En un comunicado, Biggs calificó el proyecto de ley como "engordado" e "inflado". Diez días después, votó en contra de la Ley de Respuesta al Coronavirus más grande, que fue aprobada por la Cámara 363 a 40.

## Posiciones políticas
Biggs votó en línea con la posición declarada de Donald Trump el 82,9% de las veces. Biggs ha votado en línea con la posición declarada de Joe Biden el 5,1% de las veces.
Biggs es el presidente del Freedom Caucus, que ha sido descrito como populista de derecha.

### Aborto provocado
Biggs se opone a todas las formas de aborto electivo. También abogó por abolir el obstruccionismo para facilitar la aprobación de leyes antiaborto. Asistió a una conferencia contra el aborto organizada por Susan B. Anthony List. Apoyó la anulación de Roe v. Wade en 2022, calificándola de "una gran victoria para los no nacidos".

### Cambio climático
En comentarios en un ayuntamiento constituyente de abril de 2017, Biggs rechazó el consenso científico sobre el cambio climático y afirmó en una respuesta vacilante: "Hay científicos creíbles que dicen que existe; no estamos seguros de por qué", y "hay científicos creíbles que decir que no."

### COVID-19
Biggs se opone al uso de máscaras para prevenir la transmisión de COVID-19 y anima a la gente de Arizona a no usarlas. En julio de 2020, tuiteó que la gente no debería confiar en los funcionarios de salud del gobierno como Anthony Fauci o Deborah Birx.
El 4 de marzo de 2020, Biggs y Ken Buck fueron los únicos dos representantes que votaron en contra de un paquete de ayuda COVID-19 por valor de 8.300 millones de dólares.Diez días después, votó en contra de la Ley de Respuesta al Coronavirus. Explicó que esto se debe a que brindaba beneficios a las parejas de hecho, lo que "redefinió la familia".

### Cuidado de la salud
Biggs patrocinó un proyecto de ley en 2018 diseñado para permitir que los pacientes muy enfermos solicitaran acceso a medicamentos experimentales sin supervisión gubernamental. El proyecto de ley fue aprobado en la Cámara por 267 votos a favor y 149 en contra. Biggs dijo que el proyecto de ley "no era una falsa esperanza; es esperanza".

### el Día de la Emancipación
Biggs votó en contra de aprobar una legislación para establecer el 19 de junio, o el Día de la Emancipación, como feriado federal en junio de 2021.

## Vida personal
Está casado con Cindy Biggs. Es miembro de la Iglesia de Jesucristo de los Santos de los Últimos Días.